# Le Samyn
Le Samyn, auch Memorial José Samyn ist ein belgisches Eintagesrennen im Straßenradsport, das jährlich Anfang März für Männer ausgetragen wird. Der Start ist in Quaregnon, das Ziel in Dour.
Das Rennen wurde zunächst ab 1963 als Amateurrennen unter dem Namen Grand Prix de la Madeleine und nach Zulassung der Profis 1968 als Grand Prix de Fayt-Le-Franc veranstaltet. Es wurde nach dem Tode des ersten Profisiegers José Samyn 1969 in Memorial José Samyn umbenannt. Samyn starb an den Folgen eines Sturzes in diesem Rennen. Seit 2005 ist es Teil der UCI Europe Tour und in die UCI-Kategorie 1.1 eingeordnet. Rekordsieger mit 3 Siegen ist Johan Capiot.
Seit dem Jahr 2012 wird jeweils am selben Tag das Frauenradrennen Le Samyn des Dames ausgetragen.
Zur Veranstaltung gehört auch eine Radtouristik-Fahrt und ein Schülerrennen.

## Palmarès
| Jahr | Sieger                   | Zweiter                 | Dritter                 |
| ---- | ------------------------ | ----------------------- | ----------------------- |
| 1968 | José Samyn               | Bernard Guyot           | Victor Van Schil        |
| 1969 | Herman Vrijders          | Roger Kindt             | Freddy Decloedt         |
| 1970 | Ronny Van De Vijver      | Jacques Zwaenepoel      | André Dierickx          |
| 1971 | Julien Van Lint          | Étienne Sonck           | Ronny Van De Vijver     |
| 1972 | Marc Demeyer             | Gérard Hendrickx        | Willy Van Neste         |
| 1973 | Louis Verreydt           | Christian De Buysschere | Eric Wijckaert          |
| 1974 | André Dierickx           | Ferdinand Bracke        | Gustaaf Van Roosbroeck  |
| 1975 | Alain Santy              | Ronny De Witte          | Eric Leman              |
| 1976 | Dirk Baert               | Jacques Martin          | Ferdi Van Den Haute     |
| 1977 | Michel Périn             | Rudy Pevenage           | Frans Van Vlierberghe   |
| 1978 | Herman Van Springel      | Frank Hoste             | Marc Demeyer            |
| 1979 | Jos Schipper             | Roger Vershaeve         | Ferdi Van Den Haute     |
| 1980 | Gery Verlinden           | Michel Pollentier       | José De Cauwer          |
| 1981 | Pol Verschuere           | Adrie van der Poel      | Patrick Versluys        |
| 1982 | Jos Jacobs               | Daniel Willems          | Pol Verschuere          |
| 1983 | Jacques van Meer         | Luc Colijn              | Ludo De Keulenaer       |
| 1984 | Daniel Rossel            | Ludwig Wijnants         | Alain De Roo            |
| 1985 | Ronny Van Holen          | Paul Haghedooren        | Luc Meersman            |
| 1986 | Patrick Onnockx          | Marc Sergeant           | William Tackaert        |
| 1987 | Claude Criquielion       | Patrick Onnockx         | Edwig Van Hooydonck     |
| 1989 | Hendrik Redant           | Jean-Marie Wampers      | Jerry Cooman            |
| 1990 | Hendrik Redant           | Frank Pirard            | Peter Pieters           |
| 1991 | Johnny Dauwe             | Eric Vanderaerden       | Hendrik Redant          |
| 1992 | Johan Capiot             | Eric Vanderaerden       | Jean-Pierre Heynderickx |
| 1993 | Wilfried Nelissen        | Johan Museeuw           | Johan Capiot            |
| 1994 | Johan Capiot             | Peter De Clercq         | Ludo Dierckxsens        |
| 1995 | Johan Capiot             | Johan Verstrepen        | Nico Mattan             |
| 1996 | Hans De Meester          | Stéphane Hennebert      | Ludo Dierckxsens        |
| 1997 | Michel Vanhaecke         | Jo Planckaert           | Kris Gerits             |
| 1998 | Ludovic Auger            | Mario Aerts             | Tom Desmet              |
| 1999 | Thierry Marichal         | Erwin Thijs             | John Talen              |
| 2000 | Frank Høj                | Roger Hammond           | Jan Boven               |
| 2001 | Kris Gerits              | Peter Farazijn          | Bert Hiemstra           |
| 2002 | Magnus Bäckstedt         | Stijn Devolder          | Gordon McCauley         |
| 2003 | Stefan van Dijk          | Gert Vanderaerden       | Jeroen Blijlevens       |
| 2004 | Robbie McEwen            | Ludovic Capelle         | Jans Koerts             |
| 2006 | Renaud Dion              | Philippe Gilbert        | Matti Breschel          |
| 2007 | Jimmy Casper             | Philippe Gilbert        | Bastiaan Giling         |
| 2008 | Philippe Gilbert         | Kevyn Ista              | Aleksejs Saramotins     |
| 2009 | Wouter Weylandt          | Rémi Cusin              | Bjorn Leukemans         |
| 2010 | Jens Keukeleire          | Gregory Joseph          | Cédric Pineau           |
| 2011 | Dominic Klemme           | Kevyn Ista              | Robert Wagner           |
| 2012 | Arnaud Démare            | Kris Boeckmans          | Adrien Petit            |
| 2013 | Alexei Zatewitsch        | Kris Boeckmans          | Adrien Petit            |
| 2014 | Maxime Vantomme          | Alexei Zatewitsch       | Nacer Bouhanni          |
| 2015 | Kris Boeckmans           | Gianni Meersman         | Christophe Laporte      |
| 2016 | Niki Terpstra            | Scott Thwaites          | Florian Sénéchal        |
| 2017 | Guillaume Van Keirsbulck | Alex Kirsch             | Iljo Keisse             |
| 2018 | Niki Terpstra            | Philippe Gilbert        | Damien Gaudin           |
| 2019 | Florian Sénéchal         | Aimé De Gendt           | Niki Terpstra           |
| 2020 | Hugo Hofstetter          | Aimé De Gendt           | David Dekker            |
| 2021 | Tim Merlier              | Rasmus Tiller           | Andrea Pasqualon        |
| 2022 | Matteo Trentin           | Hugo Hofstetter         | Dries De Bondt          |
| 2023 | Milan Menten             | Hugo Hofstetter         | Edward Theuns           |
| 2024 | Laurenz Rex              | António Morgado         | Jenthe Biermans         |
| 2025 | Mathieu van der Poel     | Paul Magnier            | Émilien Jeannière       |